# Донни Бёрнс
Донни Бёрнс MBE родился в Гамильтоне, Саут-Ланаркшир, Шотландия в 1959 году. Является Шотландским профессиональным бальным танцором, исполняющим Латиноамериканскую программу. 
Он и его бывшая партнёрша Гейнор Фэйрвэйзер были 14-кратными Чемпионами Мира по Латиноамериканской Программе: на сегодняшний день этот рекорд не был побит кем-либо ещё. Также они были 11-кратными Чемпионами Международного Чемпионата Америки по Латиноамериканским Танцам, что также является рекордом. К их уходу из соревновательного процесса оба были удостоены Ордена Британской Империи. Донни было невозможно победить ни на одном соревновании на протяжении почти 20 лет непрерывных соревнований - этот рекорд записан в Книгу Рекордов Гиннеса. За этот период он выиграл крупные титулы в разных странах мира.
На данный момент[когда?] является Президентом организации WDC.